# Sopoty (maják)
Maják Sopoty (polsky: Latarnia Morska Sopot‎‎, anglicky: Sopot Lighthouse) se nachází ve čtvrti Dolny Sopot ve městě Sopoty v Polsku na pobřeží Baltského moře nedaleko sopotského mola.

## Historie
V roce 1903 byl v Sopotech postaven Balneologiský institut podle projektu Paula Puchmüllera a Heinricha Dunkela, který existoval do druhé světové války. Po skončení války institut převzalo město a zřídilo v něm lázně. V roce 1956 byla budova předána Revmatologické nemocnici.
V roce 1975 byla nemocniční kotelna modernizována a komín se stal nepotřebným. Byl přestavěn a na jeho vrcholu byla nainstalována lucerna. Dosah světla byl jen 5 námořních mil. Po instalaci nového optického zařízení (1978) se dosah zvětšil na nad 17 námořních mil. V současné době (2018) má dosah 7 námořních mil a není započítáván do seznamu polských námořních majáků. Věž slouží zároveň jako rozhledna.

## Popis
Hranolová zděná věž na čtvercovém půdorysu. V horní části je ochoz a krytá galerie zakončená pyramidovou střechou a válcovou lucernou. Uvnitř budovy nahoru vedou točité schody. Provozovatelem je Námořní úřad (Urząd Morski) v Gdyni. Věž je přístupná veřejnosti.
Věž byla v roce 2015 nakryta novou střechou ve tvaru obráceného kalichu tulipánu. Střecha byla pokryta měděným plechem. Opravou střechy je věž vysoká 39 m.

## Data
- Světelný zdroj ve výšce 25 m n. m.

- bílý záblesk v intervalu 5 sekund

označení:
- Admiralty C3046
- NGA 6844
- ARLHS POL-034

## Galerie

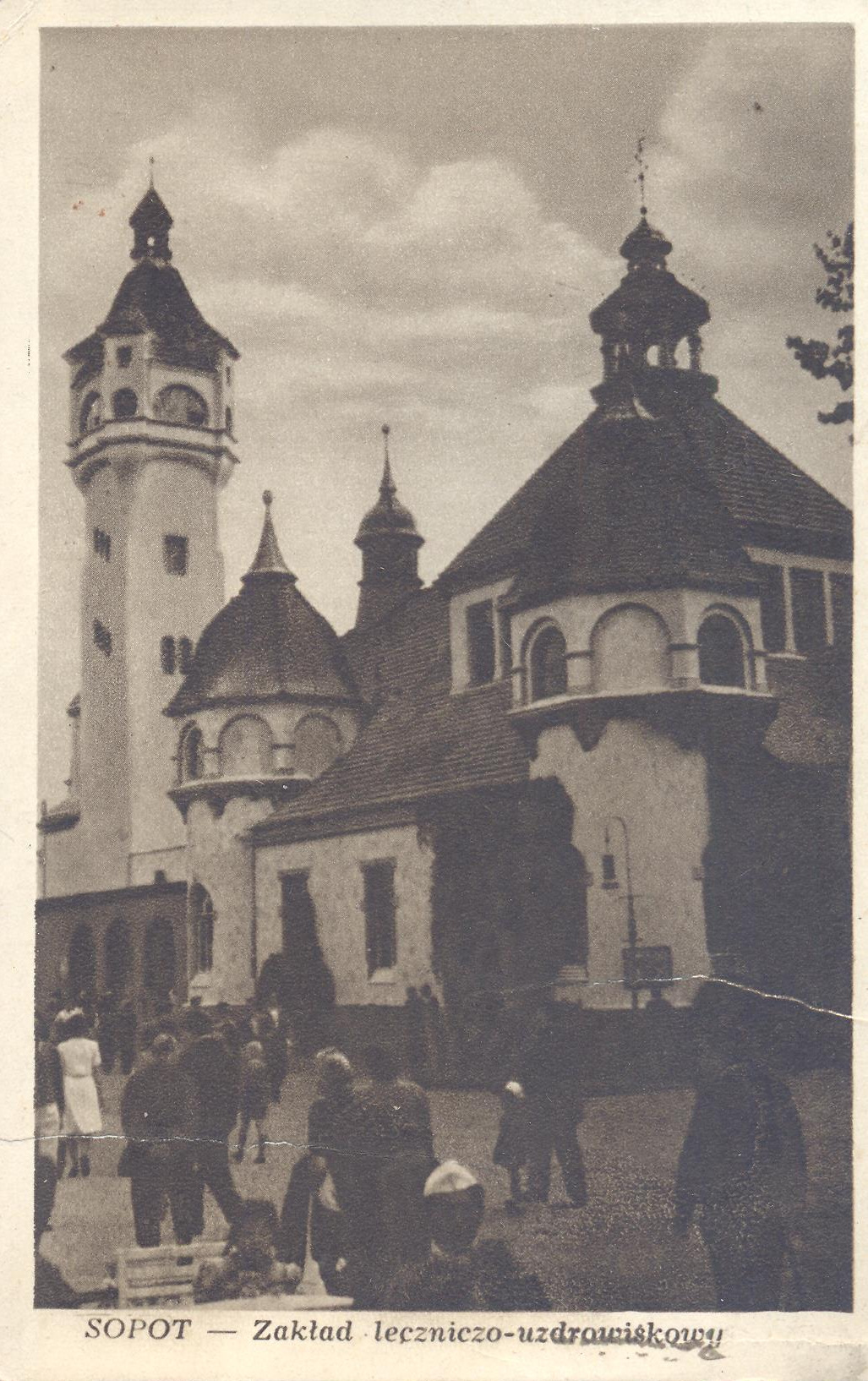
Balneologický institut s věží před rokem 1930
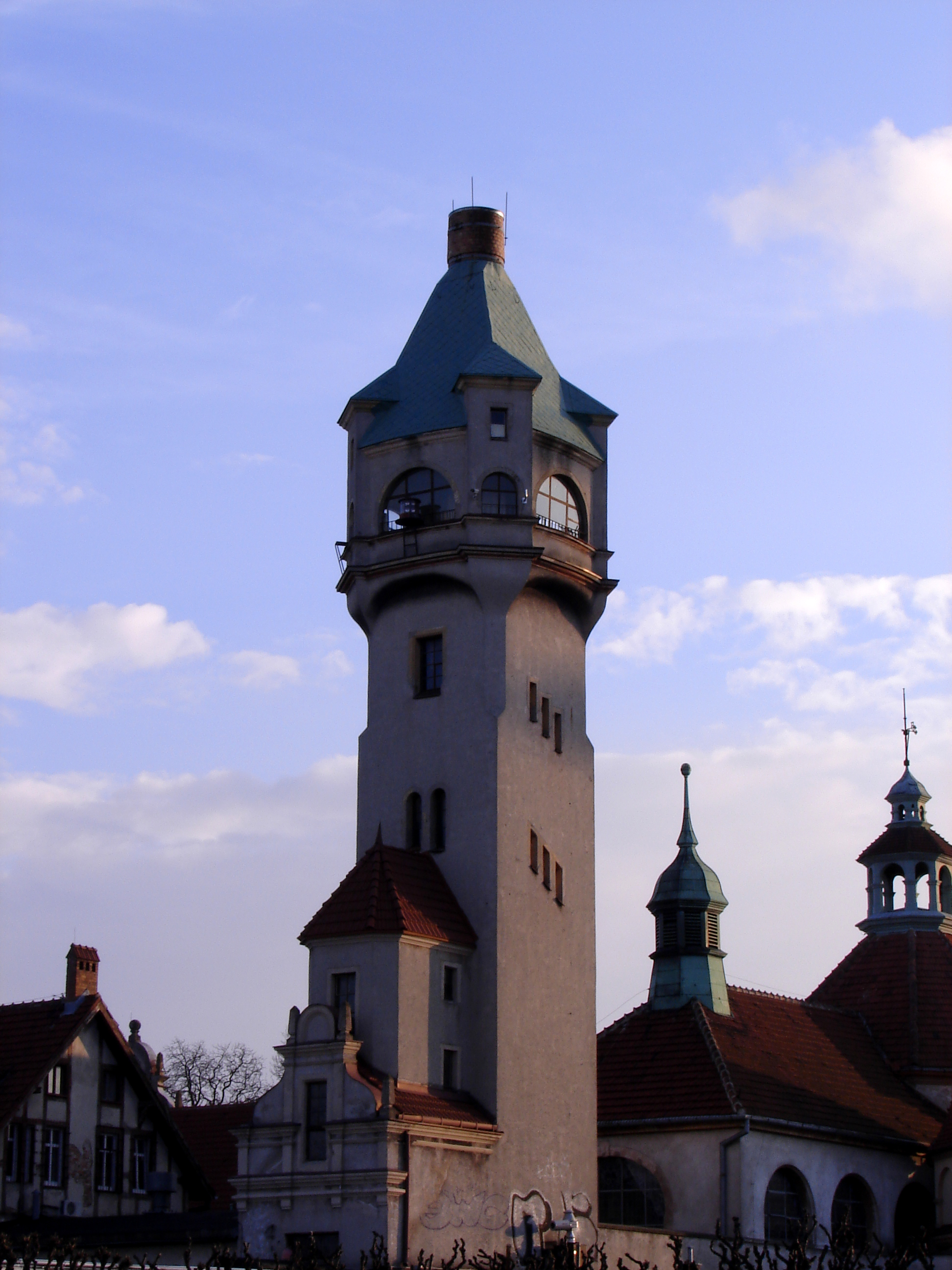
Věž v roce 2008
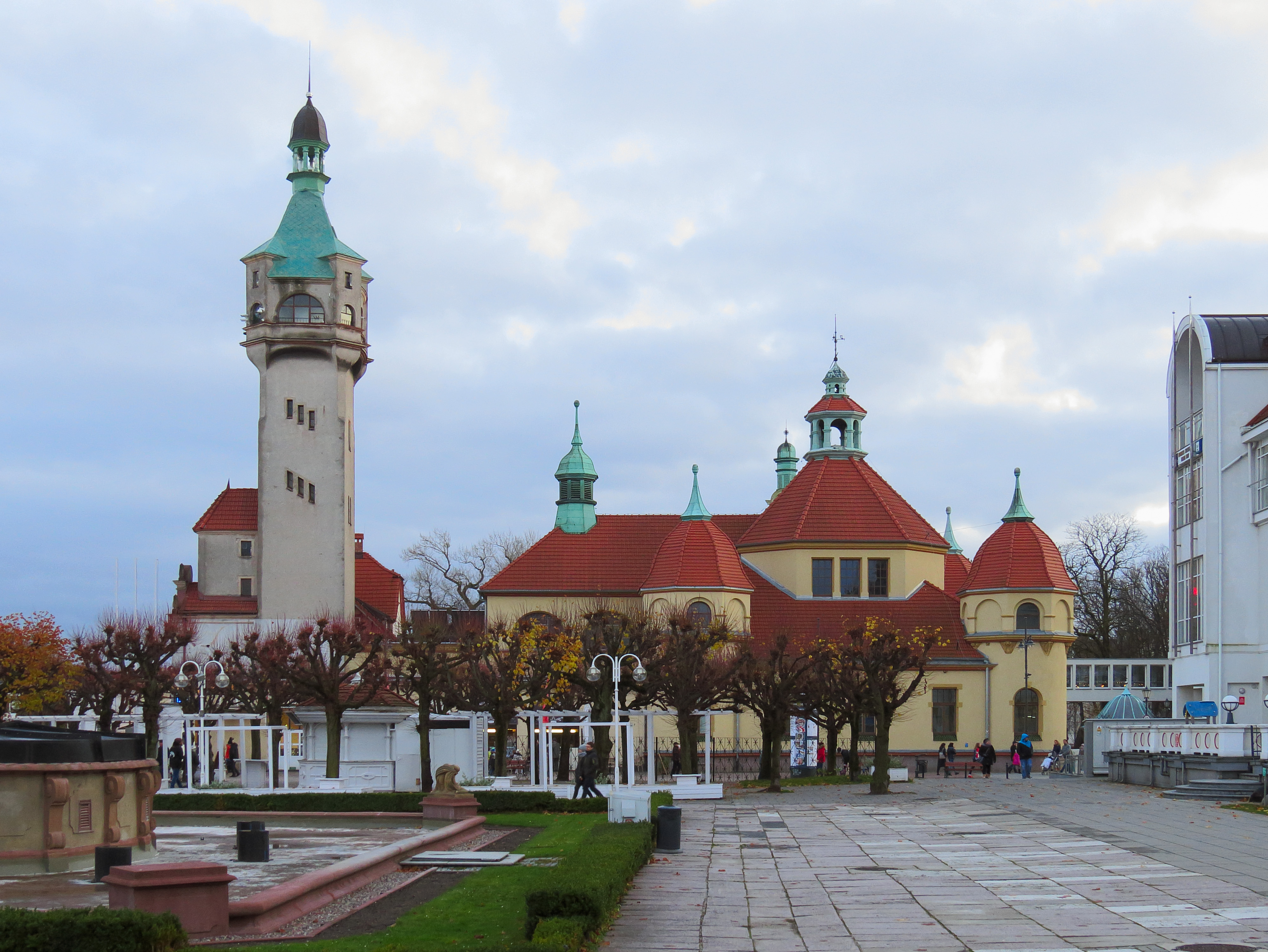
Balneologický institut a opravena vež v roce 2017
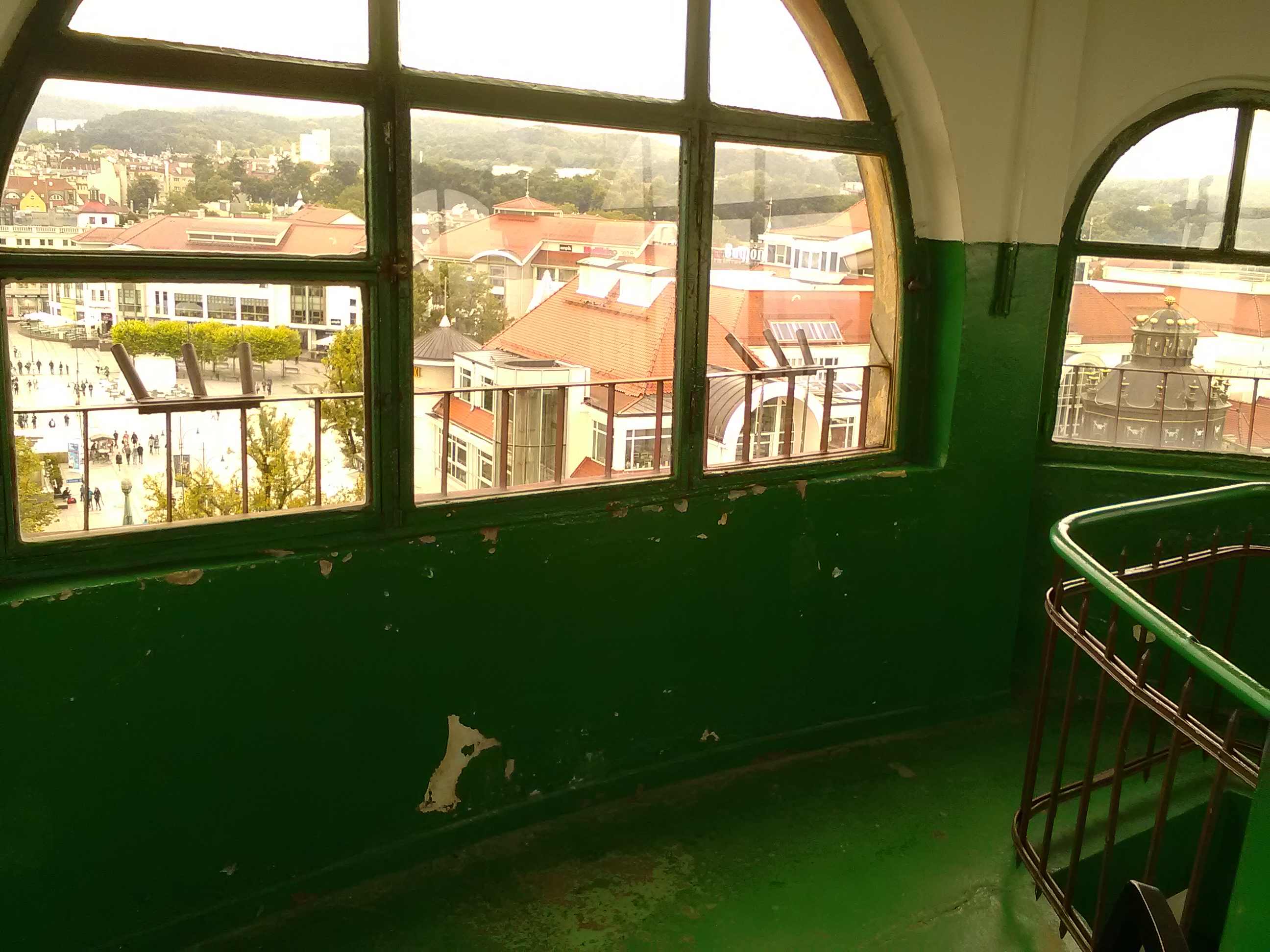
Vnitřní ochoz
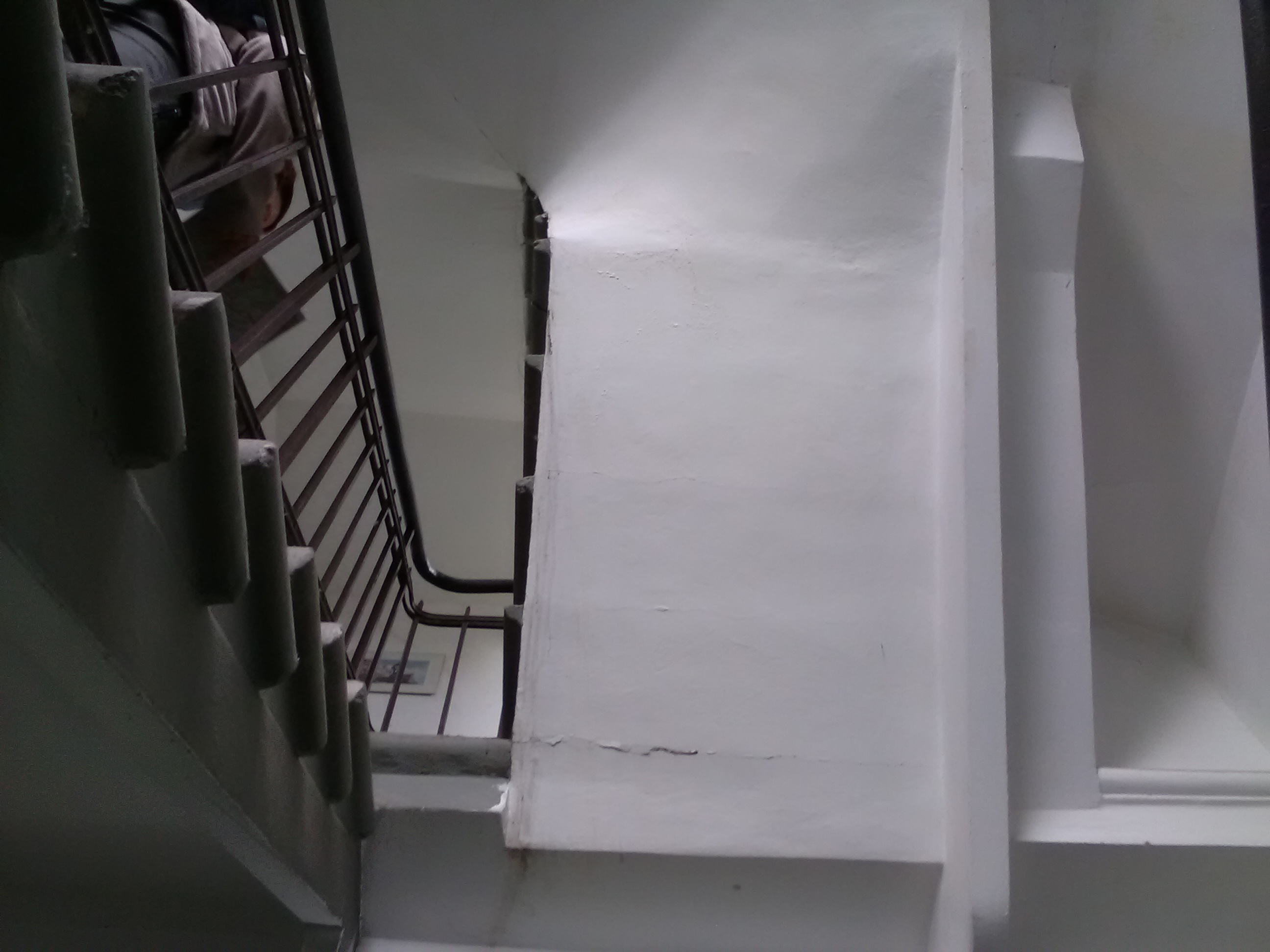
Schodiště
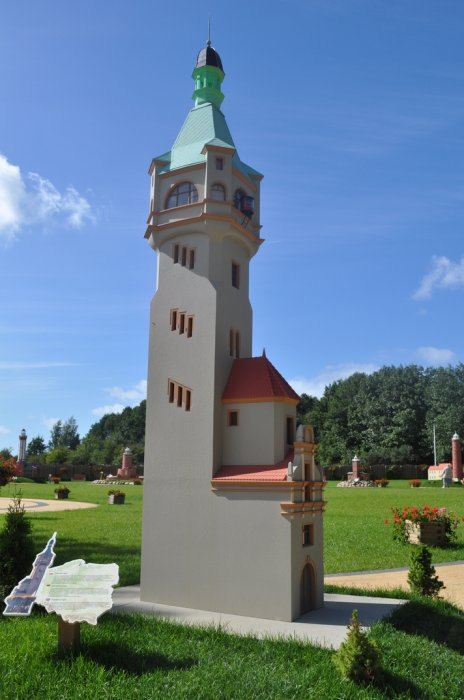
Niechorze - park miniatur polských majáků